# SEB Eesti Ühispank Tartu GP 2005
Il SEB Eesti Ühispank Tartu GP 2005, quinta edizione della corsa, valido come evento dell'UCI Europe Tour 2005 categoria 1.1, si svolse il 27 maggio 2005 per un percorso totale di 187 km. Fu vinto dal lituano Tomas Vaitkus, che terminò la gara in 4h28'10" alla media di 41,84 km/h.
Alla partenza erano presenti 98 ciclisti dei quali 44 portarono a termine il percorso.

## Ordine d'arrivo (Top 10)
| Pos. | Corridore            | Squadra      | Tempo    |
| ---- | -------------------- | ------------ | -------- |
| 1    | Tomas Vaitkus        | AG2R Prév.   | 4h28'10" |
| 2    | Andrus Aug           | Nesebar      | s.t.     |
| 3    | Mikhail Timoshin     | Omnibike     | a 1'30"  |
| 4    | Tarmo Raudsepp       | Nesebar      | a 1'33"  |
| 5    | Christofer Stevenson | Svezia       | a 1'35"  |
| 6    | Oļegs Meļehs         | Rietumu Bank | s.t.     |
| 7    | Jonas Ljungblad      | Amore & Vita | a 1'46"  |
| 8    | Christophe Riblon    | AG2R Prév.   | a 1'56"  |
| 9    | Erki Pütsep          | AG2R Prév.   | a 2'12"  |
| 10   | Lloyd Mondory        | AG2R Prév.   | s.t.     |